# Cefalosporin
Cefalosporiner er en gruppe β-lactamantibiotika oprindeligt udvundet af svampen Acremonium. De anvendes til behandling af infektioner med bakterier følsomme overfor disse stoffer. Første generations cefalosporiner har mest aktivitet på Gram-positive bakterier, mens senere generationer også har aktivitet på Gram-negative bakterier.

## Cefalosporiner i klinisk brug
Følgende stoffer er i klinisk brug i Danmark pr. november 2012 (handelsnavne er anført i parentes):

### Første generation
- Cefalexin (Keflex®)

### Anden generation
- Cefuroxim (Zinacef®, Zinnat®)

### Tredje generation
- Cefotaxim
- Ceftriaxon (Cefotrix, Rocephalin®)
- Ceftazidim (Fortum®, Solvetan®)

### Femte generation
- Ceftarolin fosamil (Zinforo)

Med undtagelse af cefuroxim og cefalexin findes disse stoffer kun til intravenøst brug og anvendes derfor primært i hospitalsregi.